# Misato Katsuragi’s Reporting Plan
Misato Katsuragi’s Reporting Plan (яп. 葛城ミサト報道計画 Кацураги Мисато хо:до: кэйкаку) — онлайн-игра для PlayStation 3, изданная Bandai Namco. Основные события строятся вокруг популярного персонажа Мисато Кацураги из аниме-сериала «Евангелион». Игра была доступна для PlayStation Portable в Remote Play только для японского сегмента. Выпуск многоязычной версии в ближайшее время не планируется. Одной из причин, которые привлекли большое внимание к разработке данной программы, стал тот факт, что в числе разработчиков значилось Cellius — совместное предприятие Namco Bandai и Sony Computer Entertainment, созданное для полного раскрытия возможностей процессора Cell. При разработке программы Мисато была пересоздана в 3D-графике, а пользователь получил возможность изменять внешний вид героини, задний план и угол камеры. Для синтеза голоса Мисато, по словам Namco Bandai, была использована новейшая система синтезирования голоса

## Интерфейс
Интерактивность игры обеспечивает контроллер Sixaxis, включая увеличение/уменьшение масштаба и настройки персонажа (причёска). Расширенные настройки (выбор костюма, декорации, и т. д.) и Трофеи PSN разблокируются при подписке на онлайн-сервис.
Игра использует высококачественный сел-шейдинг, который обеспечивает эффект рисованной анимации.
Геймплей похож на эпизоды из сериала, когда Мисато в командном центре рассказывает пилотам план действий или докладывает командующему. При этом облик персонажа и некоторые элементы можно изменять в реальном времени, пока Мисато говорит.
Как и в мультсериале, Мисато Кацураги озвучила Котоно Мицуиси. Фоновая музыка включает европейские классические скрипичные произведения.
Онлайн-сервис был закрыт 5 июня 2010 года.